# 12e cérémonie des Golden Horse Film Festival and Awards
La 12e cérémonie des Golden Horse Film Festival a eu lieu en 1975. 

## Meilleur film
- Land of the Undaunted de Hsing Lee

## Meilleur réalisateur
- James Liu Yi pour Long Way from Home

## Meilleure actrice
- Lisa Lu pour The Empress Dowager

## Meilleur acteur
- Charlie Shin pour Long Way from Home

## Meilleur acteur dans un second rôle
- Yi Ming pour 雲深不知處 (The Life God)

## Meilleure actrice dans un second rôle
- Josephine Siao pour Girl Friend

## Meilleur montage
- Peter Cheung pour The Man From Hong Kong